# Dinarthrum kellyi
Dinarthrum kellyi är en nattsländeart som beskrevs av Weaver och Huisman 1992. Dinarthrum kellyi ingår i släktet Dinarthrum och familjen kantrörsnattsländor. Inga underarter finns listade i Catalogue of Life.